# عصام تاج
عصام تاج هو لاعب كرة يد تونسي ولد في 29 جويلية 1979 بتونس (مدينة). ينشط حاليا مع نادي مونبيليي الفرنسي.
ينشط عصام تاج في مركز لاعب دائرة. يبلغ طوله متر و 87 صنتمترا ويزن 95 كيلوغرام.
اختير سنة 2006 أحسن لاعب دائرة في البطولة الفرنسية.

## الأندية
- النادي الأولمبي للنقل ( تونس) 1991-1994
- الملعب التونسي ( تونس) 1994-1995
- الترجي الرياضي التونسي( تونس) 1995-2003
- نادي سيلستات ( فرنسا) 2003-2006
- نادي مونبيلييه ( فرنسا) منذ 2006

## الألقاب
- كأس تونس لكرة اليد (2002)
- كأس السوبر التونسية (2002)
- بطولة أفريقيا لكرة اليد (2002 و 2006 و 2010 و 2012)

## روابط خارجية
- عصام تاج على موقع الاتحاد الأوروبي لكرة اليد (الإنجليزية)
- عصام تاج على موقع الاتحاد الفرنسي لكرة اليد (الفرنسية)
- عصام تاج على موقع اللجنة الأولمبية الدولية (الإنجليزية)
- عصام تاج على موقع أوليمبيديا (الإنجليزية)